# Associação de Igrejas Evangélicas (Índia)
A  Associação de Igrejas Evangélicas (em inglês Evangelical Churches Association) (ECA) é uma denominação cristã protestante de orientação congregacional, fundada em 1952, com sede em Chiengkonpang, Churachandpur, no estado de Manipur, nordeste da Índia.

## História
Em 1910, o missionário galês Watkin Roberts iniciou o trabalho evangelístico entre os povos tribais da região de Senvon, em Churachandpur. Roberts fundou a agência missionária indígena Thadou-Kuki Pioneer Mission (TKPM), posteriormente renomeada como North East India General Mission (NEIGM). Esse movimento foi fundamental na plantação de igrejas locais entre as populações tribais.
Em 1952, as igrejas congregacionais fundadas por essa agência missionária se reuniram e constituíram a Associação de Igrejas Evangélicas.
Desde então, as igrejas associadas se espalharam pelo Nordeste da Índia. 
Em 2017, a associação tinha cerca de 200 igrejas e 35.000 membros.
Em 2020, o Governo da Índia cancelou o número de licença sob a Lei de Regulamentação de Contribuições Estrangeiras (conhecido em inglês pela sigla FCRA) da denominação, impedindo-a de receber qualquer tipo de doação estrangeira. Isso se deu um contexto de restrição às igrejas cristãs do país, em que cerca de 10.000 igrejas foram impedidas de receber ajuda internacional.
Em 2023, 17 igrejas da denominação foram queimadas em uma onda de violência contra cristãos no Noroeste da Índia.

## Doutrina
A ECA professa uma fé evangélica reformada, com ênfase nos seguintes pontos:
- A autoridade das Escrituras Sagradas como única regra infalível de fé e prática;
- Crença na Trindade: Deus Pai, Filho e Espírito Santo;
- Jesus Cristo como verdadeiro Deus e verdadeiro homem, cuja morte e ressurreição proporcionam salvação;
- Salvação pela graça, mediante a fé em Cristo;
- Prática do batismo e da Ceia do Senhor como ordenanças instituídas por Cristo;
- Vida cristã marcada pela santidade, serviço e evangelismo.

## Relações Ecumênicas
A ECA é membro da Igreja Evangélica Congregacional da Índia, da Fraternidade Evangélica da Índia em nível nacional. A nível internacional , a ECA é membro da Comunhão Mundial das Igrejas Reformadas e da Fraternidade Mundial Evangélica Congregacional.